# Tonny Roosken
Tonny (Tonnie) Roosken (Erica, 16 oktober 1934 – Klazienaveen, 13 september 2017) was een Nederlands voetballer die bij voorkeur als aanvaller speelde. Zijn gehele carrière speelde hij voor Zwartemeer en SC Drente.

## Carrière
Roosken kwam in de jeugd uit voor Ericase Boys uit zijn geboortedorp Erica. Na zijn militaire dienst ging hij in 1957 spelen voor Zwartemeer. Zij kwamen destijds uit in de Tweede divisie. In veertien seizoenen maakte hij 229 doelpunten voor de club uit Klazienaveen.

### Carrièrestatistieken
| Seizoen         | Club            | Land            | Competitie       | Competitie | Competitie | Beker | Beker | Internationaal | Internationaal | Overig | Overig | Totaal | Totaal |
| Seizoen         | Club            | Land            | Competitie       | Wed.       | Dlp.       | Wed.  | Dlp.  | Wed.           | Dlp.           | Wed.   | Dlp.   | Wed.   | Dlp.   |
| --------------- | --------------- | --------------- | ---------------- | ---------- | ---------- | ----- | ----- | -------------- | -------------- | ------ | ------ | ------ | ------ |
| 1957/58         | Zwartemeer      | Nederland       | Tweede divisie B | 28         | 23         | 2     | 1     | –              | –              | –      | –      | 30     | 25     |
| 1958/59         | Zwartemeer      | Nederland       | Tweede divisie B | 26         | 13         | 4     | 3     | –              | –              | –      | –      | 30     | 16     |
| 1959/60         | Zwartemeer      | Nederland       | Tweede divisie B | 23         | 15         | –     | –     | –              | –              | –      | 8      | –      | 23     |
| 1960/61         | Zwartemeer      | Nederland       | Tweede divisie   | 34         | 32         | 4     | 6     | –              | –              | –      | –      | 38     | 38     |
| 1961/62         | Zwartemeer      | Nederland       | Tweede divisie   | 27         | 9          | –     | 0     | –              | –              | –      | –      | –      | 9      |
| 1962/63         | Zwartemeer      | Nederland       | Tweede divisie A | 32         | 15         | –     | 0     | –              | –              | –      | –      | –      | 15     |
| 1963/64         | Zwartemeer      | Nederland       | Tweede divisie A | 29         | 25         | 3     | 3     | –              | –              | 3      | 1      | 35     | 29     |
| 1964/65         | Zwartemeer      | Nederland       | Tweede divisie A | 30         | 17         | –     | 0     | –              | –              | –      | –      | –      | 17     |
| 1965/66         | Zwartemeer      | Nederland       | Tweede divisie A | 28         | 22         | –     | 0     | –              | –              | –      | –      | –      | 22     |
| 1966/67         | SC Drente       | Nederland       | Eerste divisie   | 21         | 4          | –     | –     | –              | –              | –      | –      | 21     | 4      |
| 1967/68         | SC Drente       | Nederland       | Tweede divisie   | 33         | 6          | –     | 0     | –              | –              | –      | –      | –      | 6      |
| 1968/69         | SC Drente       | Nederland       | Tweede divisie   | 30         | 12         | 1     | 0     | –              | –              | –      | –      | 31     | 12     |
| 1969/70         | SC Drente       | Nederland       | Tweede divisie   | 23         | 11         | –     | 0     | –              | –              | –      | –      | –      | 11     |
| 1970/71         | SC Drente       | Nederland       | Tweede divisie   | 19         | 2          | –     | 0     | –              | –              | –      | –      | –      | 2      |
| Carrière totaal | Carrière totaal | Carrière totaal | Carrière totaal  | 383        | 206        | –     | 13    | 0              | 0              | –      | 10     | –      | 229    |

## Erelijst

### MetZwartemeer
| Competitie     | Winnaar | Winnaar | Runner-up | Runner-up |
| Competitie     | Aantal  | Jaren   | Aantal    | Jaren     |
| -------------- | ------- | ------- | --------- | --------- |
| Nationaal      |         |         |           |           |
| Tweede divisie |         |         | 1x        | 1963/64   |

### Individueel
| Nationaal                |    |              |
| Topscorer Tweede divisie | 1x | 1965/66 (23) |